# Секвойя (округ)
Секвойя (англ. Sequoyah County) — округ на востоке штата Оклахома, США. Столица — Саллисо. Согласно переписи 2020 года в округе проживало 39 281 человек.
Округ был создан в 1907 году, когда Оклахома стала штатом. Он был назван в честь Секвойи, вождя индейского племени чероки и изобретателя слоговой азбуки чероки. В 1829 году США принудительно переселили западных чероки из Арканзаса на индейскую территорию (современный округ Секвойя). Вождь Секвойя был среди чероки, которые переехали в этот район.

## Географическое положение
По данным Бюро переписи США, общая площадь округа равняется 1850 км2, из которых 1740 км2 суша и 110 км2 (5,7 %) это водоемы. Округ находится на восточной границе штата. На севере начинается плато Озарк, а на юге находятся горы Уошито.

### Соседние округа
- Чероки — север
- Адэр — север
- Крофорд, Арканзас — восток
- Себасчан, Арканзас — юго-восток
- Ле-Флор — юг
- Хаскелл — юго-запад
- Маскоги — запад

## Население
| Год переписи | Нас.  |  | %±     |
| ------------ | ----- |  | ------ |
| 1910         | 25005 |  | —      |
| 1920         | 26786 |  | 7,1%   |
| 1930         | 19505 |  | −27,2% |
| 1940         | 23138 |  | 18,6%  |
| 1950         | 19773 |  | −14,5% |
| 1960         | 18001 |  | −9%    |
| 1970         | 23370 |  | 29,8%  |
| 1980         | 30749 |  | 31,6%  |
| 1990         | 33828 |  | 10%    |
| 2000         | 38972 |  | 15,2%  |
| 2010         | 42391 |  | 8,8%   |
| 2020         | 39281 |  | −7,3%  |

В 2020 году на территории округа проживало 39 281 человек, насчитывалось 15 437 домашних хозяйств. Население округа по возрастному диапазону распределилось следующим образом: 23,8 % — жители младше 18 лет, 58,0 % — от 18 до 65 лет и 18,2 % — в возрасте 65 лет и старше. Медианный возраст населения — 40,9 лет. Расовый состав: белые — 63,4 %, афроамериканцы — 2,0 %, азиаты — 0,9 %, коренные американцы — 23,5 % и представители двух и более рас — 10,1 %. Высшее образование имели 13,8 %.
В 2019 году медианный доход на семью оценивался в 51 105 $, на домашнее хозяйство — в 41 803 $. 18,9 % от всей численности населения находилось на момент переписи за чертой бедности.

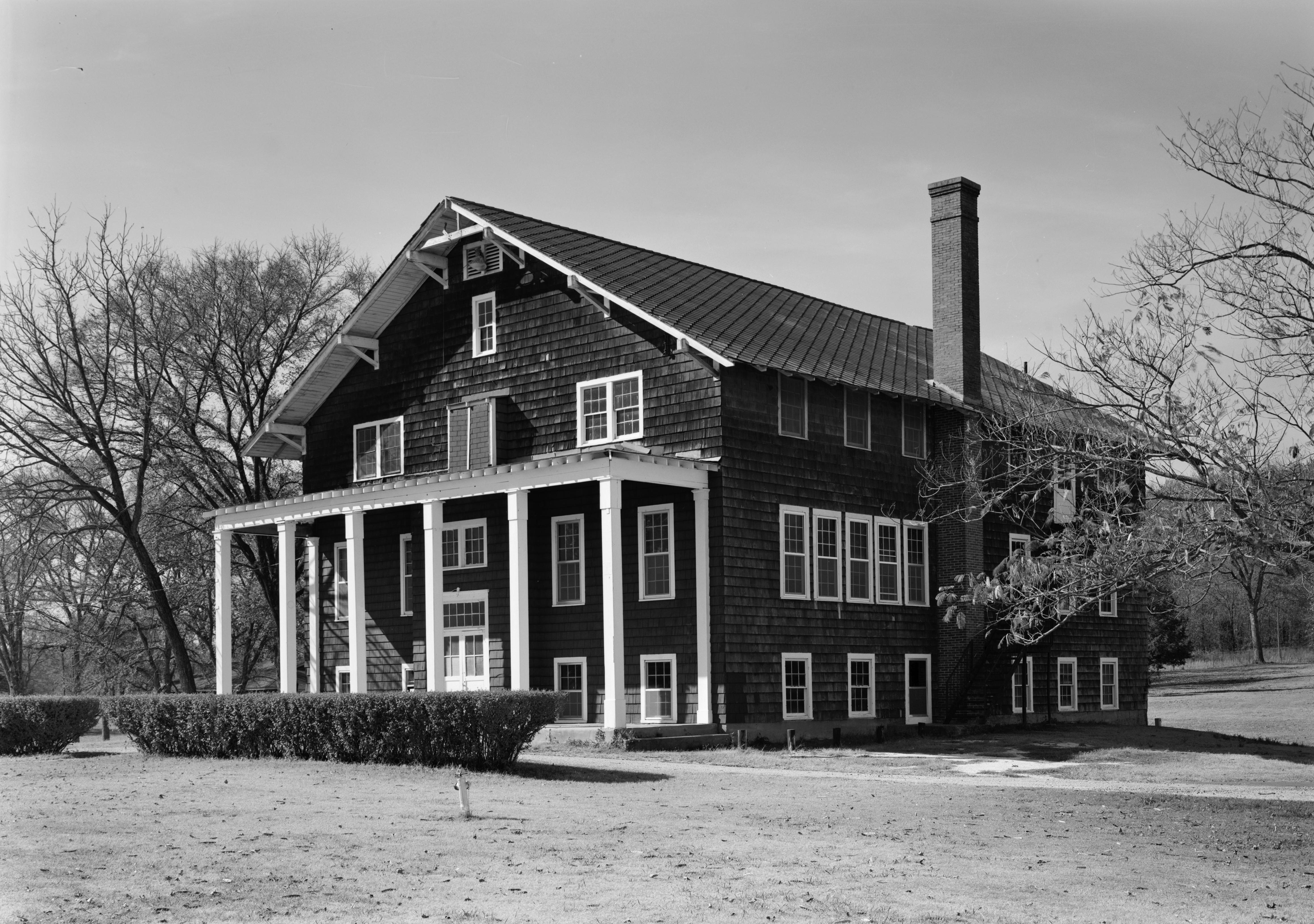
Здание христианской миссии Дуайта в Марбл-Сити (1979 год)
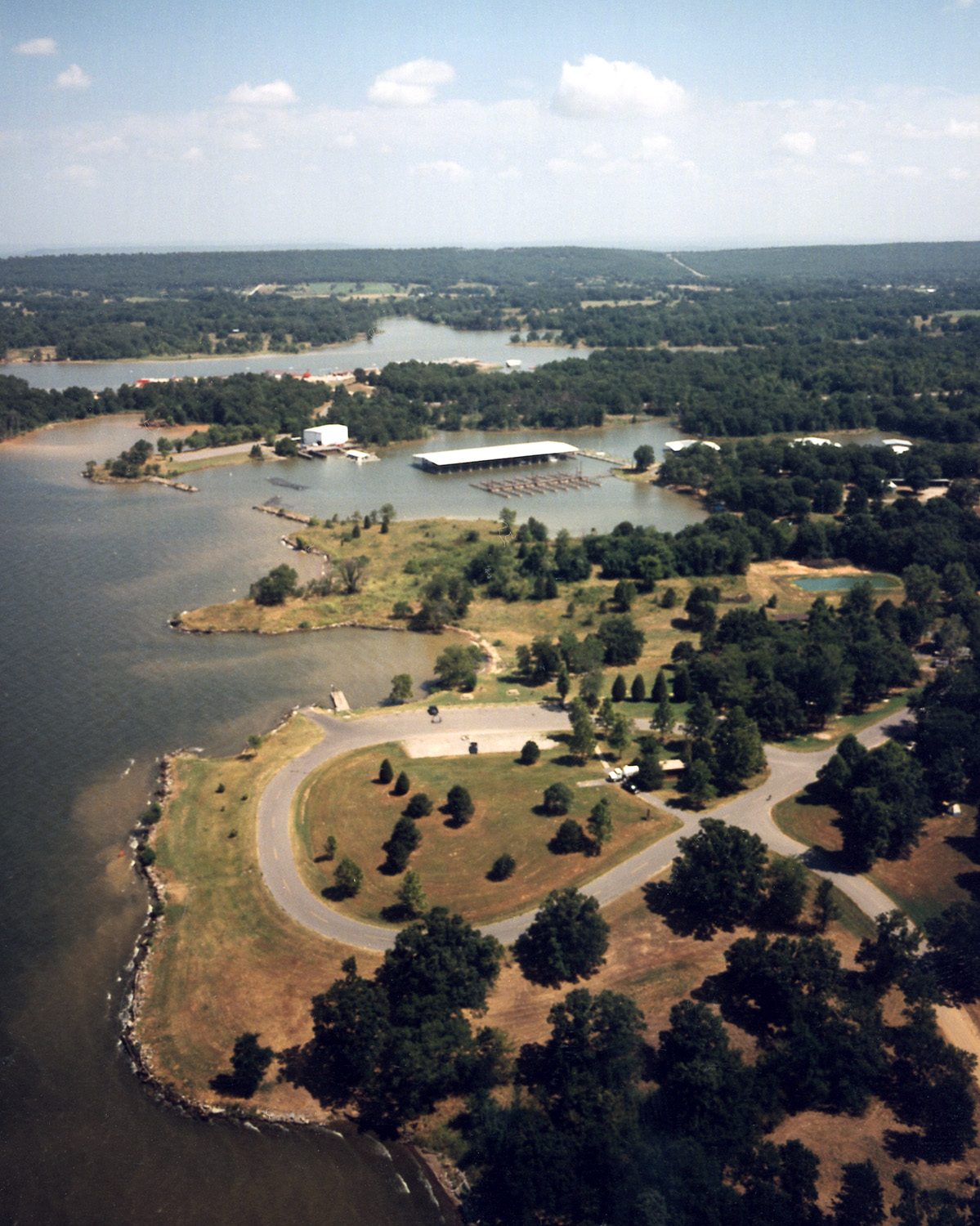
Водохранилище Роберта С. Керра
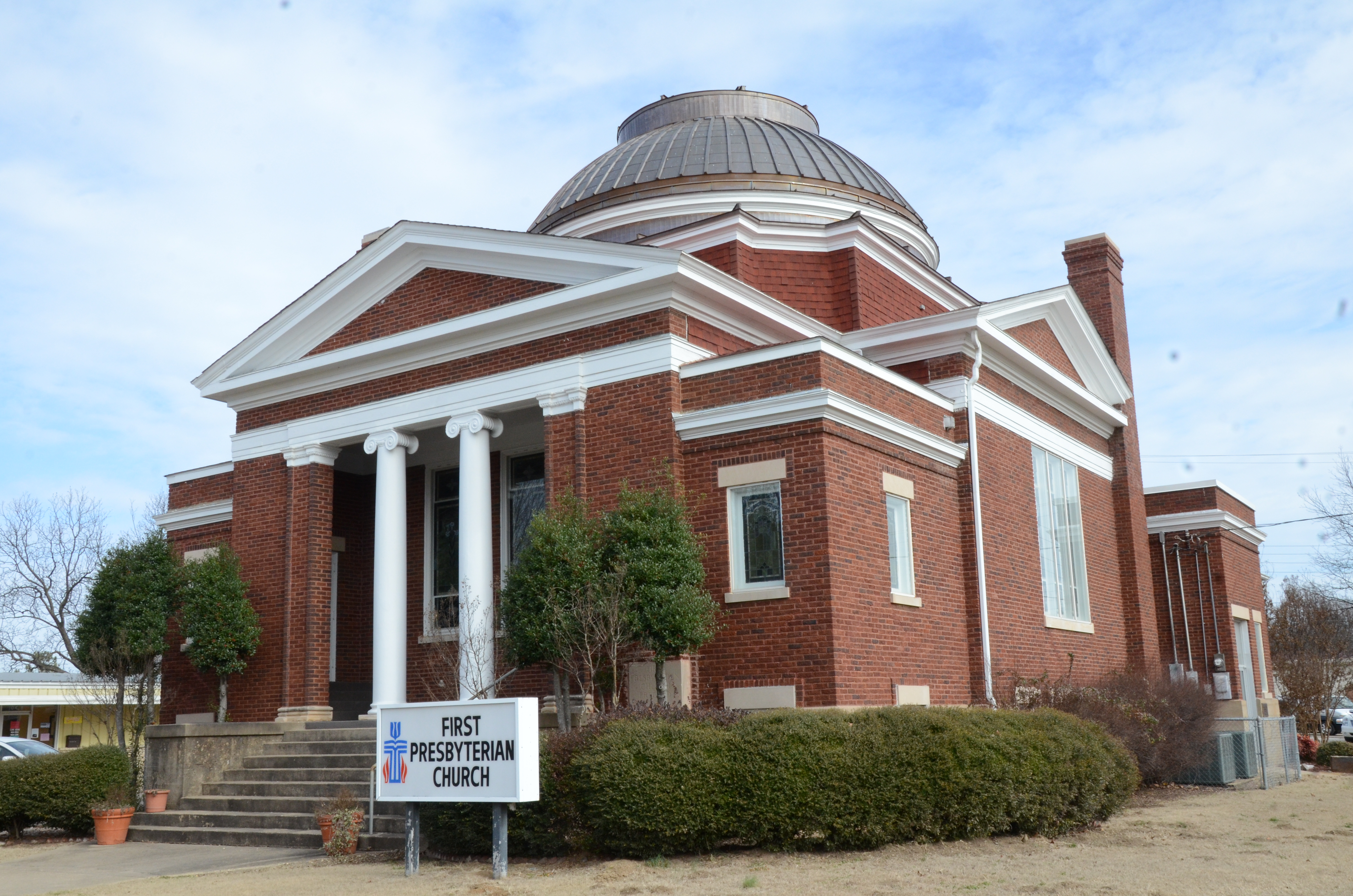
Первая пресвитерианская церковь в Саллисо